# Antonio Carro Martínez
Antonio Carro Martínez   (Lugo, 3 de maig de 1923 - Madrid, 10 d'abril de 2020) fou un jurista i polític espanyol. Sobre ell hi va haver una ordre de captura internacional per la firma de les sentències de mort per garrot vil de Salvador Puig Antich (2 de març de 1974) i per afusellament de Xosé Humberto Baena Alonso, José Luis Sánchez Bravo, Ramón García Sanz, Jon Paredes Manot i Angel Otaegi Etxeberria (27 de setembre de 1975).

## Biografia
Carro era doctor en Dret i llicenciat en Ciències Polítiques i Econòmiques. Va ser professor de Dret Polític en la Universitat de Madrid i lletrat del Consell d'Estat. Va pertànyer al Cos Tècnic d'Administració Civil i al Cos de Secretaris d'Administració Local de primera categoria. Fou procurador en Corts en dues legislatures de les Corts Espanyoles en representació de l'Institut d'Estudis Polítics i en altres dos com a representant familiar electe per la província de Lugo. Va ser secretari general tècnic del Ministeri de la Governació. També va ser director de l'Institut d'Estudis d'Administració Local.
El 1973 fou nomenat director general d'Administració Local, i es va convertir un any més tard en ministre de la Presidència del 14è govern (del 3 de gener de 1974 a l'11 de març de 1975), i es mantingué en el càrrec en el 15è govern (de l'11 de març de 1975 al 12 de desembre 1975) ambdós amb Carlos Arias Navarro com a president, així que, fet i fet, Antonio Carro es va convertir en l'últim ministre de la Presidència del franquisme. També va ser diputat en la Legislatura Constituent d'Espanya i en quatre legislatures més pel Partit Popular electe en la província de Lugo.
En la seva etapa com a ministre de la Presidència, va tenir un paper important en el desenvolupament dels Acords de Madrid, que van significar l'abandó del Sàhara Espanyol a les mans del Marroc i Mauritània.
Com a reconeixements ostenta ser Fill Predilecte de la província de Lugo, Fill Adoptiu de Santiago de Compostel·la, així com les grans creus del Mèrit Civil, de Sanitat, de Cisneros, del Jou i les Fletxes, i de Carles III.
A l'abril de 2014, juntament amb altres ministres franquistes (Licinio de la Fuente, Antonio Barrera, José María Sánchez-Ventura i Alfonso Osorio García) va ser imputat per la Justícia argentina, a petició de les víctimes del franquisme. Se'ls demanava pena de reclusió perpètua.

## Obres publicades

### Llibres
- Derecho Político (1965).
- Reflexiones sobre aspectos actuales de la Función Pública Española (1974).
- El Estado y las Fuerzas Armadas (1975).

### Articles
- «Dos notas a la Constitución de 1869»[Enllaç no actiu] (Revista de Estudios Políticos. Número 58. Julio - Agosto. 1951)
- La médula del sistema de poder en el Estado contemporáneo: La burocracia[Enllaç no actiu] (Revista de Estudios Políticos. Número 77. Septiembre - Octubre. 1954)
- Organización administrativa de la Presidencia de Estados Unidos[Enllaç no actiu] (Revista de Administración Pública. Número 20. Mayo - Agosto. 1956)
- La realidad iberoamericana[Enllaç no actiu] (Revista de Estudios Políticos. Número 90. Noviembre - Diciembre. 1956)
- El caudillismo americano[Enllaç no actiu] (Revista de Estudios Políticos. Número 93. Mayo - Junio. 1957)
- La primacía del poder ejecutivo en el Estado contemporáneo[Enllaç no actiu] (Revista de Estudios Políticos. Número 98. Marzo - Abril. 1958)
- Relaciones entre los altos órganos del Estado (Ensayo sobre el título IX de la Ley Orgánica del Estado)[Enllaç no actiu] (Revista de Estudios Políticos. Número 152. Marzo - Abril. 1967)
- La descolonización del Sahara.[Enllaç no actiu] (Revista de Política Internacional. Número 144. Marzo - Abril. 1976)
- La democracia verdadera[Enllaç no actiu] (Revista de Administración Pública. Número 100. Enero - Abril. 1983)
- La Unión Europea y el principio de subsidiariedad[Enllaç no actiu] (Revista de Administración Pública. Número 126. Septiembre - Diciembre. 1991)